# Xian de Zhaojue
Le xian de Zhaojue (chinois : 昭觉县 ; pinyin : Zhāojué Xiàn) est un district administratif de la province du Sichuan en Chine. Il est placé sous la juridiction de la préfecture autonome yi de Liangshan.

## Démographie
La population du district était de 196 047 habitants en 1999.

## Personnalités du xian
Le groupe de la minorité yi, Shanyingzuhe 山鹰组合, chantant en langue yi et en mandarin standard.